# Saint-Laurent-les-Églises
Saint-Laurent-les-Églises is een gemeente in het Franse departement Haute-Vienne (regio Nouvelle-Aquitaine) en telt 683 inwoners (1999). De plaats maakt deel uit van het arrondissement Limoges.

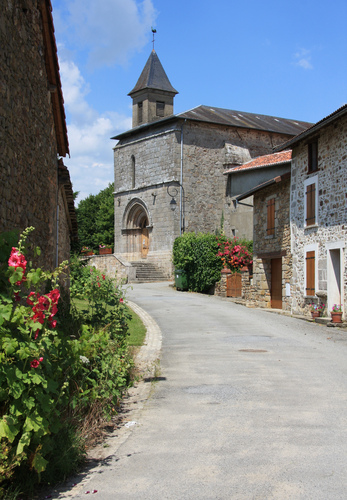
Saint-Laurent-les-Églises
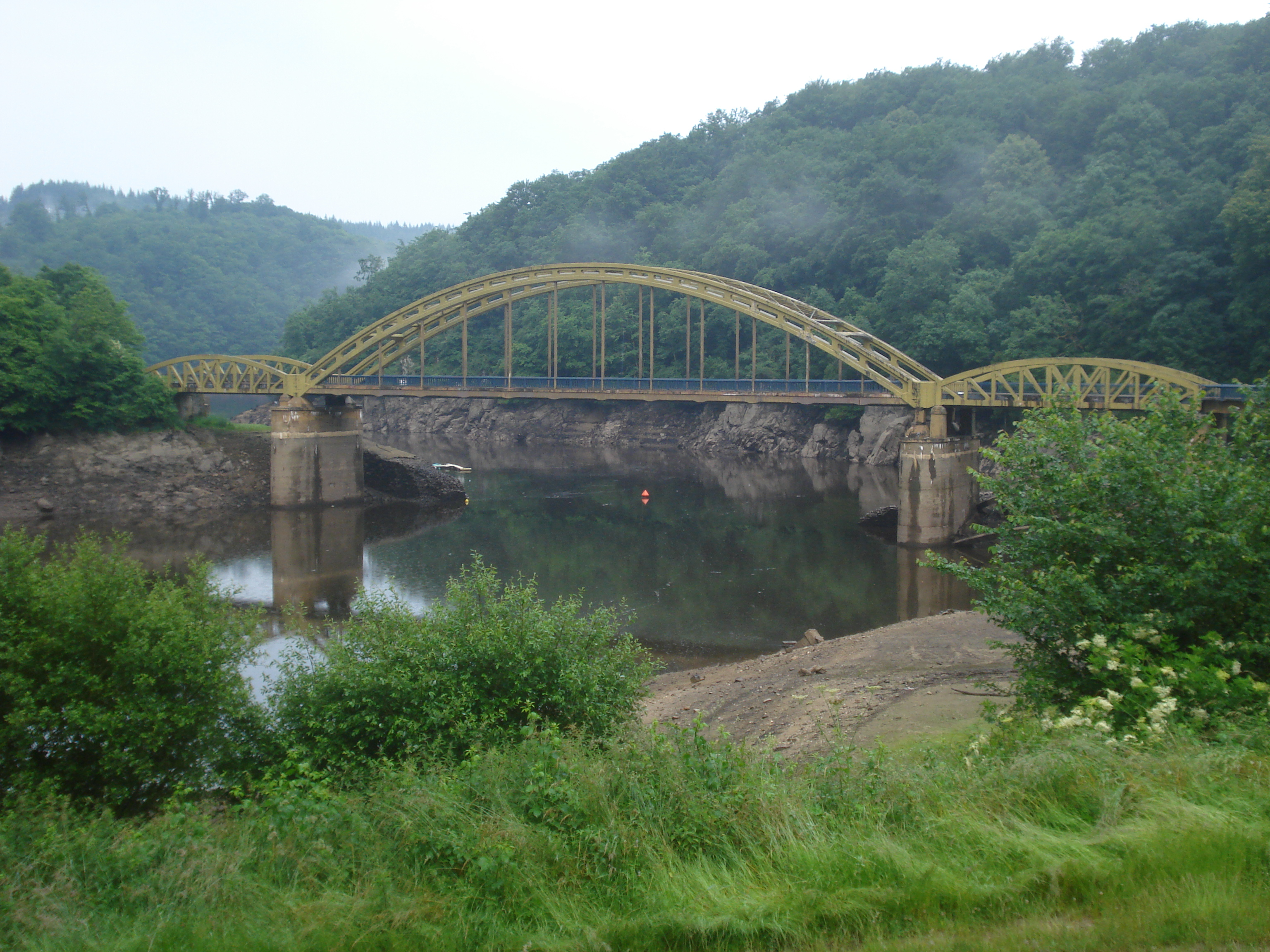
Brug over de Dognon

## Geografie
De oppervlakte van Saint-Laurent-les-Églises bedraagt 27,7 km², de bevolkingsdichtheid is 24,7 inwoners per km².
De onderstaande kaart toont de ligging van Saint-Laurent-les-Églises met de belangrijkste infrastructuur en aangrenzende gemeenten.

## Demografie
Onderstaande figuur toont het verloop van het inwonertal (bron: INSEE-tellingen).